# Labena pluvia
Labena pluvia là một loài tò vò trong họ Ichneumonidae.